# Vitali Melnikov
Pour les articles homonymes, voir Melnikov.
Vitali Viatcheslavovitch Melnikov (en russe : Вита́лий Вячесла́вович Ме́льников), né le 1er mai 1928 à Svobodny dans l'oblast de l'Amour et mort le 21 mars 2022 à Saint-Pétersbourg, est un réalisateur et  scénariste soviétique puis russe.

## Biographie
Vitali Melnikov fait ses études à l'Institut national de la cinématographie dans la classe de Sergueï Ioutkevitch et Mikhaïl Romm. Diplômé en 1952, il commence sa carrière aux studios du film documentaire Lennauchfilm (Saint-Pétersbourg). En 1964, il devient réalisateur de Lenfilm, où il commence comme assistant réalisateur du film Le Jour de bonheur de Iossif Kheifitz adapté du roman de Iouri Guerman. Avec Mikhaïl Chamkovitch (ru), il porte ensuite à l'écran le récit humoristique de Nikolaï Nossov Bobik en visite chez Barboss dans un court métrage (20 min) du même nom. Il connaît un immense succès en 1966 avec Le Chef de la Tchoukotka dont il écrit lui-même le scénario. Le film remporte le prix Alaïa Gvozdika décerné par le Comité central du Komsomol lors de la semaine du film pour l'enfance et la jeunesse de l'Union soviétique en 1968. Son adaptation de la pièce d'Alexandre Vampilov Le Fils aîné est récompensée par le prix du meilleur scénario au XIIIe International Television Festival Golden Prague en 1976.
Il devient membre du PCUS à partir de 1974.
En 1979, il réalise l'adaptation de La Chasse au canard d'Alexandre Vampilov, avec Oleg Dahl dans le rôle principal. Le film intitulé Les Vacances en septembre ne sortira sur les écrans qu'à l'ère de la pérestroïka, en 1987, bien qu'aucune explication ne soit donnée au réalisateur sur la raison pour laquelle le film a été censuré.
À partir de 1989, Vitali Melnikov dirige le studio Golos (« Voix » en russe) au sein du Lenfilm. En 1995, il est élu secrétaire de l'Union cinématographique de Saint-Pétersbourg.  
Il réalise plusieurs fictions historiques, comme La Chasse royale (1990), Tsarevitch Alexeï consacré à Alexis Petrovitch de Russie (1997) et Pauvre, pauvre Pavel consacré à Paul Ier de Russie (2003). 
Au 9e Festival du cinéma russe à Honfleur (2001), il reçoit le prix du meilleur scénario et le prix du public pour Le jardin était baigné de lune et, pour la 15e édition en 2007, le Grand prix est attribué à son film Brigade « Tue l'ennemi ! » (ru). 
En 2016, il reçoit le prix Nika pour sa contribution à l'art cinématographique.
Il meurt le 21 mars 2022 à Saint-Pétersbourg.

## Récompenses
- Ordre du Drapeau rouge du Travail (1981)
- Ordre de l'Honneur (2002)
- Ordre du Mérite pour la Patrie de 4e classe (2010)

## Filmographie

### Réalisateur

#### Cinéma
- 1966 : Le Chef de la Tchoukotka (Начальник Чукотки)
- 1969 : Maman s'est mariée (Мама вышла замуж)
- 1970 : Les Sept Fiancées du sergent Zbrouev (Семь невест ефрейтора Збруева)
- 1972 : Bonjour et adieu (Здравствуй и прощай)
- 1974 : Ksenia, la femme bien-aimée de Fedor (Ксения, любимая жена Фёдора)
- 1977 : Le Mariage (Женитьба)
- 1979 : Les Vacances en septembre (ru) (Отпуск в сентябре)
- 1981 : Deux lignes en petits caractères (ru) (Две строчки мелким шрифтом)
- 1983 : Unique (ru) (Уникум)
- 1984 : La femme d'un autre et le mari sous le lit (ru) (Чужая жена и муж под кроватью)
- 1985 : Épouser un capitaine (Выйти замуж за капитана)
- 1987 : Première rencontre, dernière rencontre (ru) (Первая встреча, последняя встреча)
- 1990 : La Chasse royale (Царская охота)
- 1991 : Tchitcha (Чича)
- 1993 : Le Dernier Coup de Vareny (ru) (Последнее дело Варёного)
- 1996 : Le Tsarévitch Alexis (Царевич Алексей)
- 2000 : Le Jardin était baigné de lune (Луной был полон сад)
- 2003 : Pauvre, pauvre Pavel (Бедный, бедный Павел)[2]
- 2007 : Brigade «Tue l'ennemi !» (ru) (Агитбригада «Бей врага!»)
- 2012 : L'Admiratrice (Поклонница)

#### Télévision
- 1975 : Le Fils aîné (Старший сын, Starchy syn).

### Scénariste
- 1966 : Le Chef de la Tchoukotka (Начальник Чукотки)
- 1975 : Le Fils aîné (Старший сын, Starchy syn)
- 2003 : Pauvre, pauvre Pavel (Бедный, бедный Павел)[2]